# سیووکس راپیدس (آیووا)
سیووکس راپیدس (به انگلیسی: Sioux Rapids) شهری در ایالت آیووا کشور ایالات متحده آمریکا است که جمعیت آن در سرشماری سال ۲۰۱۰ میلادی، ۷۷۵ نفر بوده‌است.